# Vladimir Bonch-Bruyevich
Vladimir Dmitriyevich Bonch-Bruyevich (em russo:  Владимир Дмитриевич Бонч-Бруевич; às vezes soletrado Bonch-Bruevich; em polonês Boncz-Brujewicz; 28 de junho de 1873 — 14 de julho de 1955) foi um político, historiador, escritor e Velho Bolchevista soviético (a partir de 1895). Foi secretário pessoal de Vladimir Lenin. Era irmão de Mikhail Dmitriyevich Bonch-Bruyevich.
Nasceu em Moscou, descendente de uma família agrimensora de ascendência polonesa proveniente da nobreza da província de Mogilev. Um dos interesses de sua pesquisa eram as minorias religiosas dissidentes da Rússia (as chamadas "seitas"), que eram frequentemente perseguidas em várias partes, tanto pela Igreja Ortodoxa estabelecida, como pelo governo czarista. No final da década de 1890 colaborou com Vladimir Tchertkov e Lev Tolstoy, em particular no arranjo da emigração dos Doukhobores para o Canadá, em 1899.
Navegou com os Doukhobors e passou um ano com eles no Canadá. Durante esse tempo, conseguiu registrar parte de sua tradição transmitida oralmente, em particular os "salmos" dos Doukhobores (hinos). Publicou-os mais tarde (1909) no "Livro da Vida Doukhobor" (em russo:  «Животная книга духоборцев»,  Zhivotnaya Kniga Dukhobortsev).